# Mungaa
Mungaa ist ein Verwaltungsbezirk (englisch Ward) des Distrikts Ikungi in der tansanischen Region Singida.

## Geografie
Mungaa ist ein Bezirk im nördlichen Zentralteil von Tansania etwa 20 Kilometer Luftlinie südöstlich der Regionshauptstadt Singida. Bei der Volkszählung 2022 lebten 12.868 Menschen in 2544 Haushalten auf einer Fläche von 99 Quadratkilometern.
Das Klima in Mungaa ist tropisch, Aw nach der effektiven Klimaklassifikation. Im Jahresdurchschnitt regnet es 684 Millimeter, der Großteil der Niederschläge fällt von Dezember bis April, von Mai bis Oktober regnet es kaum. Die Durchschnittstemperatur schwankt zwischen 18,1 Grad Celsius im Juli und 21,9 Grad im November.
Der Bezirk grenzt im Nordwesten und im Norden an den Distrikt Singida MC und sonst an fünf Bezirke des Distrikts Ikungi:
| Kisaki   | Unyamikumbi                                 | Siuyu    |
| Makiungu | Kompassrose, die auf Nachbargemeinden zeigt | Kikio    |
|          | Lighwa                                      | Minughaa |

## Gliederung
Der Bezirk besteht aus drei Gemeinden (swahili Mtaa) mit 22 Orten (Kitongoji):
| Mungaa - Mungaa - Ikhombo - Sie - Mandimu A - Mandimu B - Masekeuda - Itumbi - Masauya | Unyaghumpi - Unyaghumpi - Magungui - Kinyalimu - Mikoroshoni - Itumbi - Nkhambi - Mawiya | Kinku - Kinku A - Kitunda - Njuki - Makotea - Kinku B - Nyeghee - Mue |

## Wirtschaft und Infrastruktur
- Landwirtschaft: Die Böden im Bezirk sind sandig, sie eignen sich zur Beweidung während der Regenzeit, trocknen dann aber rasch aus. In Mungaa werden 5000 Rinder, 4000 Ziegen, 2000 Schafe und 9000 Hühner gehalten (Stand 2016).[9]
- Bildung: Die Mungaa Secondary School ist eine staatliche weiterführende Schule, die Tagesschüler bis zur 4. Stufe ausbildet.[10]
- Gesundheit: In der Kleinstadt Mungaa befindet sich eine staatliche Apotheke.[11]
- Straße: Den Bezirk durchquert eine unbefestigte Regionalstraße, die im Norden von der Nationalstraße T14 abzweigt und nach Südosten zur T5 nördlich von Dodoma führt.[12]